# Jean Genet
Jean Genet (Paris, 19 de dezembro de 1910 – 15 de abril de 1986) foi um proeminente e controverso escritor, poeta, dramaturgo e ativista francês.

## Biografia
Jean nasceu na capital francesa, em 1910. Filho de uma prostituta que o criou até os 7 meses de vida e de pai desconhecido, foi posto para adoção e depois criado na pequena cidade de Alligny-en-Morvan. A família adotiva era comandada por um pai carpinteiro e segundo sua biografia era amorosa e atenciosa. Jean estudou em boas escolas, mas na infância Jean tentou fugir de casa várias vezes e foi pego realizando pequenos furtos.
Após a morte de sua mãe adotiva, Jean foi morar com um casal mais velho com quem ficou por menos de dois anos. Jean passava as noites fora, usava maquiagem e roubava com frequência. Certa ocasião, ele esbanjou uma soma considerável de dinheiro, que lhe haviam confiado para entrega em outro lugar, em uma visita a uma feira local.
Por esta e outras contravenções, incluindo atos repetidos de vadiagem, ele foi enviado com 15 anos de idade para a Colônia Penal de Mettray, onde ficou detido de 2 de setembro de 1926 a 1 de março de 1929. Ao ser libertado, ele se alistou na Legião Estrangeira Francesa, mas foi dispensado sem honras por "atos indecentes" com outros colegas. Depois disso, ele passou um tempo vagando e roubando e, algumas vezes, se prostituindo para poder sobreviver.
Jean retornou a Paris em 1937 e entrou e saiu da prisão por uma série de crimes menores como furtos e falsificação. Na prisão, Jean escreveu seu primeiro poema, "Le condamné à mort", impresso por ele mesmo, além do romance Nossa Senhora das Flores (1944). Seus primeiros trabalhos, Nossa Senhora das Flores e O Milagre da Rosa, chamaram a atenção de Jean Cocteau, mas foi através da influência de Jean Paul Sartre que ficou famoso.

## Carreira
Cocteau se valeu de seus contatos para que o livro de Jean fosse publicado e em 1949, quando Jean enfrentava a possibilidade de ser condenado à prisão perpétua, Cocteau e outras importantes figuras do cenário artístico francês, como Sartre e Pablo Picasso, pediram e conseguiram junto ao presidente francês que a pena fosse suspensa. Jean nunca mais voltou à prisão.
Foi também amigo de outras importantes personalidades de seu tempo: o filósofos Jacques Derrida e Michel Foucault, os escritores Juan Goytisolo e Alberto Moravia, os compositores Igor Stravinski e Pierre Boulez, o diretor de teatro Roger Blin, os pintores Leonor Fini e Christian Bérard, os líderes políticos Georges Pompidou e François Mitterrand.
Depois do suicídio de um de seus amantes e do amigo e tradutor Bernard Frechtman, ele próprio tentou se matar. Genet passou a década de 1960 colhendo frutos de sucesso de seus romances, peças e roteiros. Mas, a partir dos anos 1970 até a sua morte, em 1986, engajou-se na defesa de trabalhadores imigrantes na França, assumiu a causa dos palestinos e envolveu-se com líderes de movimentos norte-americanos como Panteras Negras e Beatniks.
Publicou suas memórias no livro "Diário de um Ladrão", onde narra suas aventuras e andanças pela Europa, suas paixões e seus sentimentos.
O Balcão tornou-se uma montagem de grande sucesso no teatro brasileiro, encenada pelo diretor argentino Victor Garcia, numa cenografia muito peculiar e inovadora, produzida por Ruth Escobar na sala Gil Vicente em 1969.

## Morte
Jean morreu em 15 de abril de 1986, em Paris, aos 75 anos, devido a um câncer na garganta.